# براتز
براتز (بالإنجليزية: Bratz)‏ خط إنتاج أمريكي لدمى الأزياء والبضائع من المصنوعة من قبل شركة MGA للترفيه ‏. الدمى من ابتكار كارتر براينت، الذي وضع أول التصاميم لها في أغسطس عام 2000.
صدرت الدمى في عام 2001 مع أربعة شخصيات رئيسية ياسمين، كلوي، جايد وساشا. جاءت باعين واسعة ملونة بالظلال وشفاه ضخمة لماعة. حققت دمى براتز نجاحاً كبيراً وانبثق من خط الدمى الاساسي عدة خطوط دمى فرعية مثل براتز كيدز وبراتز بيبيز. مع صدور مسلسل تلفازي ومسلسل ويب وافلام مع البومات والعاب فيديو. في 2005 حققت الدمى مبيعات بقيمة ملياري دولار أمريكي (7 مليار ريال سعودي تقريباً) وبحلول 2006 استحوذت براتز على أكثر من 40% من حجم سوق دمى الازياء.
أثارت دمى براتز شهرة واسعة. من الستايل العام للدمى إلى لباس الدمى العصري، لطالما كانت براتز مواكبة للثقافة الشعبية (البوب) وما هو دارج على الساحة. لكن MGA ظلت لسنوات عدة في خلاف قضائي مع شركة ماتيل حول حقوق تصماميم الدمى. في 2011 انتهى الخلاف بانتصار MGA. دعوى قضائية أخرى اقامتها MGA ادعت فيها سرقة شركة ماتيل لاسرار التجارة، الدعوى مازالت قائمة.
في أوائل عام 2010، أخذت براتز استراحة قصيرة بعد دعوى ماتيل القضائية الأولى وعادت في وقت لاحق من ذلك العام للاحتفال بالذكرى العاشرة للدمى. في عام 2013 تم تغيير أجسام دمى لتصبح بهيئة أطول مع شعار وعلامة تجارية جديدة كلياً.اتخذت MGA قرارًا بالعمل على إصلاح علامة براتز التجارية بالكامل طوال عام 2014، في محاولة لإعادة العلامة التجارية إلى جذورها. ونتيجة لذلك لم يتم طرح أي خط لدمى براتز في 2014 إلى السوق الأمريكية.
في يوليو 2015، عادت براتز إلى الظهور مع إصدار مجموعة من الدمى الجديدة، ليتم تقديم شخصية رئيسية جديدة تسمى رايا إلى كلوي وجايد وياسمين وساشا بالإضافة إلى شعار جديد وتحديث لتصميم الموقع الإلكتروني. تم تغيير ارتفاع الدمى ليصبح ارتفاعها 10 بوصات (ما يعادل 25 سم)، ولكن بجسم وقالب رأس جديدين. تم عرض مسلسل الويب بتقنية وقف الحركة في أغسطس 2015. تم ايضاً إصدار تطبيق براتز في سبتمبر 2015 لمرافقة الدمى الجديدة ومسلسل الويب.
قوبلت دمى براتز 2015 برد فعل سلبي من المعجبين إحساساً منهم أن الدمى افتقرت إلى ما أحبوه وأن MGA تجاهلتهم وحاولت تسويق العلامة التجارية إلى الديموغرافية الخاطئة مقرين بأن الدمى تفتقر إلى ما جعلها مميزة. نظراً إلى ضُعف مبيعات دمى براتز الجديدة تم إنتاج خطين فقط لخريف 2016. ردت MGA فيما بعد على رسائل الايميل للمعجبين اليين تسألوا عن مستقبل العلامة التجارية قائلة أن الشركة ستأخذ استراحة من صنع الدمية. أعلن اسحاق لاريان، الرئيس التنفيذي لMGA، بتويتر في 16 يناير 2017 أنه سيتم إعادة إطلاق براتز للمرة الثالثة، مع العديد من التغييرات بناءً على ملاحظات معجبي براتز السابقين الذين رفضوا دمى براتز الجديدة وفضلوا دمى براتز التي تم إصدارها قبل إعادة إطلاقها في خريف 2015 (وإلى حد ما، قبل إعادة إطلاقها في خريف 2010). في 21 مايو 2017 وفي الذكرى السادسة عشرة لبراتز، ذهب لاريان إلى تويتر مرة أخرى ليعلن أن براتز ستعود خريف عام 2018.
أعلن هايدن ويليامز في 21 مايو 2018 أي في الذكرى السنوية السابعة عشر لبراتز أن تعاونه مع العلامة التجارية سيتم الإفراج عنه في وقت لاحق من العام. ابتكر ويليامز خطاً من دمى Bratz Collector (براتز نسخة المجمعين). حيث كان لديه سيطرة إبداعية كاملة على كيفية إنتاج الدمى. تم إصدار الدمى في نوفمبر 2018 حصريًا على أمازون. تضمنت المجموعة الجديدة من الدمى الشعار الأصلي وإعادة عمل أخرى للوغو الأصلي.

## المنتجات والتاريخ
على الرغم من أن أداء دمى براتز كان سيئًا في أول ظهور لها في 21 مايو 2001 - يرجع ذلك في الغالب إلى احتكار باربيالطويل للسوق - إلا أن شعبيتها زادت في عيد راس السنة التالي. في السنوات الخمس الأولى، تم بيع 125 مليون منتج حول العالم، وفي عام 2005، وصلت المبيعات العالمية لمنتجات ودمى براتز إلى ملياري دولار. في عام 2006، أشار محلل في صناعة الألعاب إلى أن براتز استحوذت على حوالي أربعين في المائة من سوق دمى الازياء، مقارنة بباربي التي استحوذت على ستين في المئة من السوق. المنافسة كانت صعبة مع باربي.لكن براتز أصبحت أكثر وأكثر شعبية مع مرور الوقت.
بثق من الخط الأصلي للدمى عدد من الخطوط الفرعية هي ليتل براتز، براتز بويز، براتز كيدز، براتز بيبيز، اتسي بتسي براتز، براتز ليتل انجيلز، وبي براتز، وبراتز بيتز بالإضافة إلى عدة أفلام، وألبومات للموسيقى وألعاب الفيديو وأقراص DVD تفاعلية.
ادى نجاح الدمى الأربع الأصلية إلى أعادة ظهور نفس الدمى في ربع مجموعات دمى براتز في عامي 2002 و 2003. كما تم إصدار طقم من التوائم (توينز Twiinz). تم بيع الدمى بشكل منفصل أو في بيئات موضوعية. تم أيضًا إصدار الملحقات مثل مجموعات الألعاب (بلاي سِت playset) وأثاث وسيارات.
تم إصدار أربعة دمى براتز صبيانية (براتز بويز Bratz Boyz) —كاميرون، ديلان ايثان وكوبي في عام 2002 مع ظهور الدمى الأخرى 2003 و 2007 و 2008. تشمل براتز أيضًا.
ليتل براتز Lil' Bratz خط دمى فرعي من براتز تشتمل على نسخ مصغرة من شخصيات براتز. اضيف اليها فيما بعد إلى Lil' Boyz وهي الأخرى تعتبر نسخ مصغرة من براتز بويز. في عام 2007، تم إصدار خط ملابس يسمى ليتل براتز كوتور Lil 'Bratz Couture.
براتز بيبيز Bratz Babyz خط دمى فرعي ظهر في عام 2004 مرفق مع اكسسوارات الرضع الممثلة بزجاجات الحليب والبطانيات. شخصيات براتز بيبيز لم يكونوا الا شخصيات براتز العادي لكن على هيئة أطفال رضع. براتز ليتل انجيلز Bratz Lil' Angelz هي الأخرى ظهرت في 2007 والتي كانت خط فرعي أخر يحمل نفس الفكرة، حيث تضمنت نفس شخصيات براتز العادي لكن على هيئة أطفال حديثي الولادة. أصغر من براتز بيبيز العادية تضمنت المجموعة حيوانات اليفة حديثة الولادة خاصة بكل شخصية.
براتز بيتز Bratz Petz ظهر عام 2004 وتم إيقاف انتاجه في2006. وهي ألعاب محشوة على هيئة ثعالب وقطط وكلاب مرفقة بحقائب وملابس وإكسسوارات. تم إعادة إصدار Bratz Petz في أستراليا والمملكة المتحدة برؤوس مزركشة واكسسوارات متنوعة.
براتز كيدز Bratz Kidz. هي دمى تبرز شخصيات براتز وهم أطفال. ظهرت الدمى في عام 2006 بطول 6 بوصات (ما يعادل 15 سم تقريباً) أي أقصر من براتز العادية. تم تقديم براتز بويز كيدز Bratz Boyz Kidz في عام 2007 متضمنة أربعة شخصيا براتز بويز. بعد فترة وجيزة من إطلاق براتز بويز كيدز، تم تغيير الملابس القماشية وتحويلها إلى ملابس بلاستيكية.
صدرت دمى بي-براتز Be-Bratz في2007 . باستخدام مفتاح Be-Bratz USB المرفق يمكن لمالك الدمية أخذ دمية Be-Bratz عبر الإنترنت، وتسميتها، وإنشاء صفحة رئيسية اجتماعية عبر الإنترنت. يمكن لعب الألعاب باستخدام حساب Be-Bratz للحصول على إكسسوارات للدمية.
في أغسطس 2010 وللاحتفال بالذكرى السنوية العاشرة أصدرت MGA أول دمى براتز في ذلك العام. اصدرت MGA مجموعتي العودة التي تضمنت الشخصيات الاساسية. وفي 10 أكتوبر 2010 تم إصدار 10 شخصيات براتز جديدات. تم بيع مجموعتي براتز بارتي Bratz Party وتالكينغ براتز Talking Bratz في متاجر تارجت وتويز ار اص ووول مارت.
في خريف عام 2012، تم إصدار براتزيلاز Bratzillaz كخط دمى منفصل.الخط يتمحور حول أبناء عمومة Bratz المشعوذات.حسب أغنية Bratzillaz المشعواذات اكتشفن هوياتهن وهن في السادسة عشر. لكل براتزيلا وحمة ولادة خاصة تسمى وحمة الشعوذة.
في عام 2013، حصلت براتز على شعار جديد ولوغو جديد، وجميع الدمى حصلت على أجسام جديدة بأذرع مفصلية، مع ارتفاع مشابه لارتفاع منافستها دمى Monster High مع الحفاظ على وجوههم الفريدة ومع ازياء جديدة. كلوي، ياسمين، اليشم، ساشا، ميغان، فيانا، شيرا، روكسشي، وفيبي هن الوحيداتت اللاتي تم اصدارهن في الأجسام الجديدة.
في يناير 2014، تم الكشف عن أن براتز سوف تاخذ استراحة أخرى (ولكن فقط فيالولايات المتحدة) لمدة عام كامل، في محاولة لإعادة هيكلة العلامة التجارية. تم اتخاذ هذا القرار بسبب انخفاض شعبية العلامة التجارية بعد توقفها السابق في عام 2010، والذي كان سببه الدعوى القضائية ضد شركة ماتيل. شعرت شركة MGA أنها استعجلت في عودة براتز في خريف عام 2010 للاحتفال بالذكرى السنوية العاشرة للعلامة التجارية، وأرادت الشركة أن ان تعطي براتز العودة التي هي ح تستحقها.
عادت براتز في يوليو 2015 مع إضافة رايا، شخصية جديدة (على الرغم من مشاركة الاسم نفسه مع شخصية سابقة)، لمرافقة الأربع دمى الرئيسية الأصلية. كما تم ارجاع لوغو براتز الأصلي وتم اعتماد شعار جديد.
تم إيقاف صنع دمى براتز مرة أخرى في عام 2016 بعد اداء سيئ للدمى في الاسواق وانخفاض في المبيعات. لياتي الإعلان من رئيس شركة MGA للترفيه إيراني الاصل، اسحاق لاريان، ان الدمى ستعاود القدوم في 2018 في مجموعة أطلق عليها مجموعة المجمعين.
في 20 مايو 2017 أعلن إسحاق لاريان أن براتز ستعود في خريف 2018، واعلن أيضا عن تعاون مع مصمم الأزياء هايدن ويليامز لتصميم ملابس الدمى. وفي الجمعة السوداء 2018 تم إصدار مجموعة الدمى الجديدة من براتز المصممة من هايدن ويليامز رسميًا والتي تم بيعها حصريًا من خلال متجر أمازون الإلكتروني.

### الانتقادات
أبدت المجموعة الأبوية للآباء والبنات غضبها من براتز ولاسيما مجموعة الموعد السري (Bratz Secret Date). والتي تضمنت فتاة براتز في النصف الأيمن من الصندوق (كلوي أو ياسمين أو جايد أو ميغان أو ريا) ومع دمية بويز غير مكشوفة الشخصية خلف باب على اليسار من الصندوق. اسفل ذلك الباب يمكن رؤية حذاء دمية البويز والتي سهلت في التعرف على دميتي برايس وجون النادريتين والتي توفرتا في واحد من كل 24 صندوق . اشتكت المجموعة من أن الدمى بعثت رسالة سلبية واعزت ذلك بقولها إنها تجبر الفتيات الصغيرات التفكير في امور خاصة بالبالغين، وزعمت أنها تروج لفكرة التسلل من المنزل للذهاب في مواعيد عمياء مع اشخاص غرباء . كما اعترضت المجموعة من الإكسسوارات المرفقة التي بدت وكأنها زجاجات من الشمبانيا ونظارات؛ ومع ان MGA اكدت ان الزجاجات ما هي الا زجاجات عصائر. ودعت المجموعة MGA لإزالة الدمى من السوق حالا. تجاهلت MGA الدعوى واستمرت في بيع مجموعة Secret Date (التي أعيدت تسميتها لاحقًا باسم الموعد الاعمى Blind Date).
في 21 ديسمبر 2006، أعلنت لجنة العمال الوطنية أن عمال مصنع دمى براتز في الصين يعملون لمدة 94 وساعة ونصف في الأسبوع لأجر زهيد لا يتجاوز 0.515 دولارًا للساعة. لتكون تكلفة العمل لكل دمية 0.17 دولار في حين يتراوح سعر التجزئة لدمية واحدة ما بين 9.99 دولارًا إلى 22.99 دولارًا، اعتمادًا على الاغراض المتضمنة في المجموعة وبائع التجزئة.
تصف الادعاءات الواردة في التقرير الممارسات الموجودة في العديد من المصانع الصينية التي تصدر وتنتج منتجات للعلامات تجارية. ادعى التقرير ان العمل الإضافي المطلوب من عاملي هذه المصانع يتجاوز الحد الأقصى القانوني الذي يبلغ 36 ساعة في الشهر حيث ان العمال يجبرون على البقاء في العمل للوفاء بحصص الإنتاج الصارمة ويحرمون من الإجازات المرضية المدفوعة ويفتقدون مزايا أخرى. يُظهر التقرير نُسخًا مما يُطلق عليه «أوراق الغش» التي يتم توزيعها على العمال قبل وصول مدققي الحسابات من وول مارت أو من الزبائن الاخرين للتأكد من اجتياز المصنع لعمليات التفتيش التي تهدف إلى ضمان تلبية المورد لمعايير العمل. وقالت إن عمال المصنع اعتزموا الإضراب في يناير 2007 احتجاجا على خطط مديري المصنع لوضع جميع الموظفين في عقود مؤقتة وحرمانهم من الحماية القانونية المطلوبة للموظفين لفترات طويلة.
بعد الإعلان اصدر الرئيس التنفيذي لشركة MGA Entertainment ، إسحاق لاريان، بيانًا في 24 ديسمبر 2006، عبر البريد الإلكتروني إلى موقع المعجبين لخط الدمى، Bratz World ، وبعد ذلك بيومين إلى مجلة Playthings افاد فيه بان المعلومات في التقرير زائفة واضاف ان الشركة ليست على دراية بالشركة الاتي ذكرها في التقرير واردف قائلا ان MGA تستخدم مصانع من الدرجة الأولى في «المشرق» لتصنيع بضائعها، مثلها مثل ماتيل وهاسبرو. قال لاريان إنه لم يسمع عن الأخبار أو عن «المنظمة التي تقف وراء هذه الحملة السلبية والباطلة التي تم اطلاقها تحديداً في اسبوع التسوق الاخير من راس السنة».
تلقى ستايل دمى براتز انتقادات عدة حيث وصفه النقاد بchonga-eqsue (جنساني، عنيف). تمت وصف الدمى من قبل معظم اللاتينيين واللاتينيات بأنها «...فتيات ما دون المستوى، عاريات، صعبات، وقويات. . . .»  أن تجسيد هذه السمات في دمية موجهة للاطفال قد انتقد بأنه قد يسبب آثار السلبية على عقول الفتيات الصغيرات أثناء مرحلة نموهن.
في عام 2007، أثارت جمعية علم النفس الأمريكية مخاوف بشأن صورة الجسد وأسلوب الحياة التي تروجه دمى براتز بعد أن أنشأت الجمعية «فرقة عمل خاصة تعنى بشؤون اضفاء الطابعية الجنسنية على الفتيات». في تقريرهم المنشور، أشارت الجمعية إلى قلقها بشأن الحياة الجنسية الشبيهة بالبالغين التي تصورها دمى براتز. وقد تم انتقاد التقرير بسبب نقص واضح في الأدلة والبيانات الداعمة.
لم تكن براتز هي الدمى الوحيدة التي تم انتقادها في هذا التقرير ، الذي لم يسلط الضوء فقط على الألعاب ولكن على جميع المنتجات الأخرى ووسائل الإعلام الأوسع. في المملكة المتحدة، دافع متحدث باسم براتز عن خط اللعب بقوله أن غالبية مشتري براتز هم فتيات فوق الثامنة من العمر وان الدمى موجهة إلى سوق المراهقين. واضاف ان براتز مصنوعة للفتيات من سن 10 إلى 18 عامًا ، وأن تركيز الدمى لم يكن على الجنسنة ولكن الصداقة كانت المحور الرئيسي لدمى براتز.
ونقل المتحدث عن الدكتور بريان يونج من جامعة إكستر قوله «قد يشعر الآباء بالقلق ولكن لا أعتقد أن الأطفال يرون الدمى مثيرة. هم فقط يرونها جميلة». أعرب إسحاق لاريان، في تعليقات لهيئة الإذاعة البريطانية، عن رأي مفاده أن التقرير «زبالة» وأن الأشخاص الذين كتبوه كانوا يتصرفون بشكل غير مسؤول.

### الدعاوى القضائية
أثرت دمى براتز على بيع دمية ماتيل الرائدة في عالم دمى الأزياء، باربي. ففي عام 2004، أظهرت أرقام المبيعات أن دمى براتز تفوق دمى باربي في المملكة المتحدة، على الرغم من أن ماتيل أكدت أنه من حيث عدد الدمى والملابس والإكسسوارات المباعة، ظلت باربي العلامة التجارية الرائدة. في عام 2005، أظهرت الأرقام أن مبيعات دمى باربي قد انخفضت بنسبة 30 ٪ في الولايات المتحدة، وبنسبة 18 ٪ في جميع أنحاء العالم، ويُعزى معظم الانخفاض إلى شعبية دمى براتز.
في أبريل 2005، رفعت MGA Entertainment دعوى قضائية ضد ماتيل، مدعية أن خط ماي سيين My Scene الخاص بدمي باربي قد نسخ مظهر عيون براتز. حتى ان MGA أضافت كلمة «فقط» إلى شعار براتز ليصبح «فقط هن شغوفات الموضة» في محاولة لتمييز الدمى الخاصة بهم عن دمى ماتيل، نظرا لان العديد من المستهليكن خلطوا ما بين دمى براتز ودمى ماي سيين.
رفعت ماتيل دعوى قضائية بقيمة 500 مليون دولار ضد MGA مدعية أن مخترع براتز كارتر براينت كان يعمل لدى ماتيل عندما طور فكرة براتز. في 17 يوليو 2008، حكمت هيئة المحلفين الفيدرالية أن براينت قد أنشأ براتز أثناء عمله في ماتيل، على الرغم من ادعاء MGA أن براينت لم يكن يعمل لدى ماتيل في ذلك الوقت وتأكيد براينت أنه قام بتصميم براتز بين فترتين منفصلتين من العمل في Mattel. كما قضت هيئة المحلفين أيضًا بأن MGA ورئيسها التنفيذي إسحاق لاريان كانا مسؤولين عن استغلال ممتلكات ماتيل لمنافعهم الخاص والتدخل المتعمد في الواجبات التعاقدية اللازمة على براينت إلى ماتيل. في 26 آب، قررت هيئة المحلفين أن تدفع شركة ماتيل مئة مليون دولار أمريكي مقابل الاضرار، مشيرا إلى ان الجيل الأول من دمى براتز هي الوحيدة التي قد تعدت على ممتلكات شركة ماتيل وان MGA قد طورت المنتج بشكل كبير بما فيه الكفاية بأن الأجيال اللاحقة من براتز لا تمثل انتهاكًا.
في 3 ديسمبر 2008، منح قاضي مقاطعة أمريكية ستيفن لارسون أمرًا قضائيًا دائمًا طلبته شركة ماتيل ضد MGA. لكن في 10 ديسمبر 2009 منحت محكمة الاستئناف الأمريكية للدائرة التاسعة MGA وقفًا فوريًا للأمر القضائي. مم اوقف امر سحب منتجات براتز من الاسواق، مما ضمن السماح لتجار التجزئة بمواصلة بيع دمى براتز التي تنتجها MGA من خلال حكم المحكمة النهائي الذي خص هذا الموضوع . في بيانها الأولي، اقرت المحكمة أن حكم لارسون السابق كان «قاسيا» وانه بالغ في منح ملكية براتز بالكامل إلى ماتيل. كما أمرت محكمة الاستئناف MGA وماتيل بحل نزاعهما خارج المحكمة. في بيان صادر عن MGA ، صرح إسحاق لاريان أن «ما قامته المحكمة أخبار جيدة لجميع عشاق براتز وأي شخص يهتم بالمنافسة العادلة».
في 22 يوليو 2010، أعلنت محكمة الاستئناف للدائرة التاسعة أن ملكية براتز تعود إلى MGA للترفيه. كما رفضت محكمة الاستئناف الحكم الأصلي الذي اقرته محكمة المقاطعة بلصالح ماتيل والذي بموجبه فقدت شركة MGA ملكية العلامة التجارية براتز بالكامل بما في ذلك جميع حقوق النشر والعلامات التجارية المسجلة باسم براتز لصالح ماتيل. وقالت لجنة من محكمة الاستئناف إن القاضي لارسون أساء استخدام سلطته التقديرية بحكمه لصالح ماتيل.
في إضافة إلى الملحمة القضائية القائمة حول من يمتلك حقوق براتز في 20 أكتوبر 2009 قام الرسام بيرنارد بتش بيل اير برفع دعوى انتهاك حقوقية التصميم في محكمة مانهاتن الفيدرالية ضد كل من ماتيل و MGA مطالبا فيها بتعويضات غير محددة القيمة. ادعى بيل اير ان تصميم الدمى والذي وصفه بكونه تصوير لشابات مع رؤوس كبيرة عيون بيضاوية وأجسام صغيرة وأقدام كبيرة مشابه لتصميم له صممه من اجل دار الاحذية الخاص بستيف مادين. مستدلا بشهادة كارتر براينت الذي اقر في شهادته المحكمية في 2008 انه استوحى تصميم براتز عندما كان يتصفح مجلة سيفنتين Seventeen. اضاف بلير ان كل من MGA وماتيل انتجتا ونشرتا منتجات مستوحاة من نفس التصميم دون ان تاخذا الموافقة منه. لكن في 2011 انتصرت MGA على حساب بلير. شيرا شيندلن قاضية في محكمة المقاطعة الأمريكية قالت في موجز للمحاكمة يوم الأربعاء ان التصميم لا يمكن ان يحتكر من قبل بلير .
عادت شركة ماتيل وشركة إم جي إيه إنترتينمنت إلى المحكمة في 18 يناير 2011 لتجديد معركتهما حول من يملك براتز والتي تضمنت هذه المرة اتهامات من كلا الشركتين بأن الجانب الآخر سرق الأسرار التجارية للاخر. في 21 أبريل 2011، اقرت هيئة المحلفين الفيدرالية حكمًا لصالح MGA. حيث في 5 أغسطس 2011 أُمرت ماتيل بدفع 310 مليون دولار لMGA مقابل أتعاب المحاميين وسرقة الأسرار التجارية والمطالبات الزائفة بدلاً من ال88.5 مليون دولار في الحكم الصادر في أبريل.
في يوليو 2012، رفعت شركة MGA دعوى قضائية ضد المغنية الأمريكية ليدي غاغا مقابل 10 ملايين دولار لتسببها، وفقًا لبي بي سي، في «تأخيرات» متعمدة «لإطلاق دمية بناءً على شكلها».
أخلت الدائرة التاسعة دون المساس بحكم قضائي من عام 2008 طُلبت فيه ماتيل بدفع 170 مليون دولار الحكم الغي لأسباب إجرائية في يناير 2013. في 13 يناير 2014، قدمت MGA شكوى في محكمة ولاية كاليفورنيا، تطلب فيها بأكثر من مليار دولار. هذه الدعوى القضائية معلقة حاليا.

### براتز والعنصرية
نَشرت صفحة براتز على الانستغرام في 31 من مايو بياناً يندد بمقتل الرجل الأمريكي الاسود جورج فلويد، الذي اشعل مقتله من قبل شرطي ابيض
عموم أمريكا. جاء في البيان: «قلوبنا حزينة على جورج والجالية السوداء. التنوع والشمولية كانا محوري اهتمام براتز منذ البداية. انها لمن مسؤوليتنا ان نقف ضد العنصرية ولا يمكن ان نطلق على انفسنا لاعنصريون إذا بقينا صامتين لهذا الظلم الاجتماعي الذي يحدث امام اعيننا. «إذا كنت محايدا في حالات الظلم، فقد اخترت جانب الظالم.»- ديزموند توتو.». قوبل البيان بردود افعال ايجابية حيث ان الكثير مدح براتز لاخذها هذا الخطوة، كما اشار الكثير إلى أن بيان براتز سبق الكثير من المشاهير بتنديد العنف ضد السود.

## الملتيميديا

### الأفلام
صنع العديد من أفلام براتز بشاكلة افلام الفيديو. وجميع هذه الافلام تم توزيعها عن طريق أستديو فوكس القرن العشرين للترفيه المنزلي ولاحقاً عن طريق ليونزغيت إنترتينمنت. في 2008 صدر فيلم (Bratz Go to Paris) الذي كان عبارة عن تجميعة لحلقة من المسلسل التلفزي عرضت مجزئة على ثلاث اجزاء. كما صدر فيلم (Bratz Babyz Save Christmas) في 2008 واعيد اصداره لاحقا من قبل شركة ليونزغيت في 2013 باسم (Bratz Babyz Save Christmas:The Movie). فيلم (Bratz :the movie) والذي صدر في 2007، هو الفيلم الوحيد الذي تضمن طاقم حي (Live-Action) الفيلم أُنتج بواسطة كل من ليونزغيت و MGA. الفيلم يحكي قصة شخصيات براتز الاربعة وهم يبدأون حيات المدرسة الثانوية. تلقى الفيلم تعليقات سلبية من كلا المعجبين والنقاد. موقع روتن توميتوز لتقييم الافلام، علق على الفيلم بأنه«مملوء بالعديد من الرسائل المختطلة مع كون الشخصيات قدوات غير حسنات للاطفال».
تم عرض براتز روك انجيلز (Bratz: Rock Angelz) لأول مرة في الولايات المتحدة على قناة كارتون نتورك في عام 2005 كفيلم تلفزيوني، وثم تم إصداره على اقراص DVD بواسطة أستديو فوكس القرن العشرين للترفيه المنزلي (وأعيد إصداره لاحقًا بواسطة ليونزغايت) في الأسبوع التالي.
في الاسفل تعداد لافلام براتز، مجمعة كلٌ وحسب صنفه:
الرسوم المتحركة التقليدية
- براتز: ستارين اند ستايلن (الثالث من أغسطس 2004)
- براتز بيبيز: ذا موفي (الثاني عشر من سبتمبر 2006)

الرسوم المتحركة الحاسوبية
- براتز: روك انجيلز (5 أكتوبر 2005) (فلم تلفيزيوني)
- براتز: جيني ماجيك (11 أبريل 2006)
- براتز: باشون فور فاشون - دايموندز (26 سبتمبر 2006)
- براتز: فاشون بيكسيز (27 فبراير 2007)
- براتز كيدز: سايب اوفر ادفنجر (31 يوليو 2007)
- براتز سوبر بيبيز (9 أكتوبر 2007)
- براتز كيدز: فيري تيلز (26 فبراير 2008)
- براتز: جيرلز ريلي روك (22 من سبتمبر 2008)
- براتز بيبيز سايف كريسماس (5 من نوفمبر 2008)
- براتز: بامبرد بيتز (5 من أكتوبر 2010)
- براتز: ديزرت جولز (10 من يناير 2012)
- براتز غو تو باريس: ذا موفي (8 كتوبر 2013)

افلام اللايف اكشن
- براتز: ذا موفي (3 أغسطس 2007)

## المسلسلات التلفزية والويبية

### براتز
براتز هو مسلسل تلفزيوني متحرك حاسوبيا مبنى على خط الدمى. تم إنتاجه من قبل مايك يونغ برودكشن و MGA ، وتم عرضه لأول مرة على كل من كارتون نيتورك وكابيليون و 4كيدز تي في وعلى القناة الخامسة. حقق المسلسل نجاحًا باهرا، لتحصل كارتون نيتورك و CITV على أعلى التصنيفات .

### أكاديمية براتز للتصميم
في أكتوبر 2008، بثت نيكلوديون برنامجًا لتلفزيون الواقع باسم أكاديمية براتز للتصميم فيه يتنافس الأطفال الذين تتراوح أعمارهم بين 9 و 14 عامًا في تحديات لتصميم الأزياء مشابه لتحديات بروجيكت رانواي ، الفائز سيحصل على فرصة لتصميم الملابس لخط دمى براتز البريطاني. تم ترشيح البرنامج لجوائز الأكاديمية البريطانية للأطفال .

### براتز روك
عرضت MGA مسلسل ويب في 10 أكتوبر 2010 بعنوان براتز روك على منصة اليوتيوب. تدور أحداث المسلسل حول شخصيات راتز وهن يدخلن في مسابقة موسيقية يقيمها النجم الموسيقي الخيالي «ويسبر»، ومع اقترابهم من إنهاء أغنيتهم في المسابقة، يكتشفون أيضًا هوية ويسبر الحقيقية. قوبلت الحلقة الأولى من العرض بردود فعل مختلطة من معجبي براتز. في 14 أكتوبر 2010، تم الإعلان عن تأجيل المسلسل لكي يخضع لبعض للتغييرات.

### براتز ماكين ذا باند
في 24 يناير 2011، قام مورغان مينديتا، وهو رجل استأجرته MGA بإنشاء دعاية زائفة لمسلسل براتز واقعي قادم وذلك بنشر عرض ترويجي على مدونته. [بحاجة لمصدر] ، المسلسل كان بعنوان براتز ماكين ذا باند الذي وصفه مورغان بانه برنامج للمواهب عبر الإنترنت حيث يشكل المافسون فرقًا موسيقية تتنافس عبر قناة براتز على يوتيوب والفرق الخمسة الأخيرة إ سيتم اخذهم في رحلة إلى هوليوود وكاليفورنيا حيث سيحصلون على مقبلات صحفية. الفائزون بالبرنامج سيحصلون على جوائز مختلفة بما في ذلك عدد من الغيتارات الكهربائية. وأكد العرض الترويجي المسرب أيضًا إصدار قرص براتز DVD في خريف عام 2011 بعنوان براتز ماكين ذا باند .

## براتز (سلسلة الويب)
في أغسطس 2015، تم عرض مسلسل ويب مبني على الدمى بتقنية إيقاف الحركة على منصة اليوتيوب .اكدت MGA ان الموسم الأول من المسلسل سييتضمن 10حلقات اما المواسم المقبلة ستعرض فيما بعد. ليتضح فيما بعد ان الموسم الأول هو الوحيد. تم تجميع جميع الحلقات العشر في فيديو مدته 25 دقيقة بعنوان براتز: فريندز فور ايفر على نيتفلكس. كما تم عرض المسلسل على شبكة التلفزيون كابليون.
- الحلقة 1: Selfie - تصمم البراتز كشك صور لالتقاط صور سيلفي أفضل.
- الحلقة 2: Skate or Chick - تقرر كل من كلوي وياسمين بناء حظيرة دجاج في الحديقة، لكنهما تتصادما مع جايد التي تريد بناء منصة للتزلج بدلا من ذلك.
- الحلقة 3: Cupcake Crash - تساعد ساشا كلوي في التغلب على إدمانها باستخدام تطبيق لعبة فيديو جديد.
- الحلقة 4: Bunny vs. Cat. تدخل جايد وكات وساشا في منافسة لمعرفة أي حيواناتهم الأليفة ستجذب المزيد من العملاء.
- الحلقة 5: ?What's Your Zen -ياسمين تساعد جايد في العثور على الزن الخاص بها عندما لا يبدو أنها تركز على مهامها.
- الحلقة 6: If the Shoefie Fits - تبدأ رايا في صيحة جديدة عندما تذهب إلى الفصل مرتدية حذاء بفردتين مختلفتين.
- الحلقة 7: Put Your Thinking Crown On! - تستخدم البراتز «تيجان التفكير» لمساعدة ساشا على الخروج بشيء ترتديه لعرض المواهب.
- الحلقة 8: Blackout Campout - تساعد البراتز جايد في التغلب على خوفها من الظلام عند انقطاع التيار الكهربائي.
- الحلقة 9: Snow In Love - ياسمين البراتز تساعدان في تشجيع رايا بعد عودتها من رحلة تزلج ممتعة.
- الحلقة 10: Behind the Scenes - تنشئ البراتز إعلانًا تجاريًا للإعلان عن CIY Shoppe.

## ديسكغرافيا
- براتز: روك انجيلز ساوندتراك (2005)
- براتز: جيني ماجيك ساوندنتراك (2006)
- براتز: فور ايفر ساوندتراك(2006)
- براتز: ذا موشن بيكشر ساوندتراك (2007)
- براتز: فاشون بيكسيز ساوندتراك (2007)
- براتز: غيرلز ريلي روك ساوندتراك (2008)

## ألعاب

### أقراص DVD تفاعلية
- ليفن ايت ويذ براتز (2006)
- براتز: غليتز اند غلامور (2006)
- ليتل براتز: بارتي تايم (2008)

### العاب إلكترونية
- براتز (2002)
- براتز: روك أنجيلز (2005)
- براتز: فورايفر دايموندز (2006)
- براتز: بيبيز (2006)
- براتز: ذا موفي(2007)
- براتز: 4 ريل (2007)
- براتز كيدز سلمبر بارتي! (2008) [42][43][44]
- براتز: سوبر بيبيز (2008)
- براتز: بونيز (2007)
- براتز: بونيز 2 (2008)
- براتز: غيرلز ريلي روك (2008)
- براتز: فاشون بوتيك (2012)
- براتز: أكشن هيروز (2013)